# 농부 피어스의 꿈

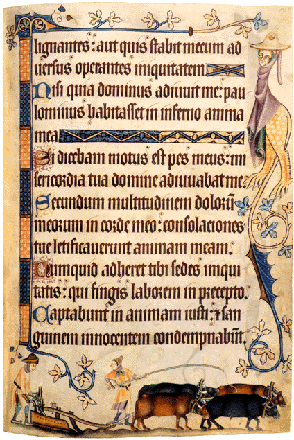

농부 피어스의 꿈(Piers Plowman 또는 William's Vision of Piers Plowman, Visio Willelmi de Petro Ploughman)은 윌리엄 랭글런드가 쓴 중세 영어 알레고리 이야기 시이다. 중세 영문학의 걸작인 ≪캔터베리 이야기≫에 버금가는 작품으로 평가받는다. 특히 14세기 영국 평민들의 삶을 진솔하게 그리고 있고, 종교적·사회적 정의에 대한 관심으로 인해 많은 독자들의 사랑을 받았다. 순례를 소재로 다루고 있는데, ≪캔터베리 이야기≫가 런던에서 캔터베리 대성당으로 순교자 베켓 성인을 찾아가는 순례 여행을 그리고 있다면, 이 책에서는 ‘성 진리’를 찾아 순례에 오른다. 그러나 여기서의 순례는 지리적인 이동이 아니라 정신과 마음속, 내면세계로의 순례 여행이다.
세 번에 걸친 개작으로 A, B, C 버전이 존재하지만 A와 C 버전은 미완성이고 B 버전만이 완성판으로 가장 문학성이 높은 것으로 평가받고 있다. 서문과 12장으로 이루어진 A 버전은 1362∼1363년에, 서문과 20장으로 이루어진 B 버전은 1376∼1377년에, 서문과 23장으로 이루어진 C 버전은 1393∼1398년에 각각 쓰였다.
이 책의 주제는 구원받기 위해 어떻게 해야 하는가에 대한 탐구다. 제프리 초서가 영시의 아버지로 불리며 수사학적 기교, 문체, 도시민의 일상어 사용, 재미와 교훈적 내용 등으로 당대 인기를 얻었다면, 랭글런드는 당시 거의 사용하지 않았던 두운 시의 형식을 사용했고 시적 언어의 모델보다는 사회와 종교의 부패를 비판하는 개혁자로 각인되었다. 랭글런드는 초서와 달리 가난한 자의 삶을 작품 속에서 다루었고 당시 시대적 문제를 진지하게 고민했다. 작가는 마치 구약에 나오는 선지자처럼 꿈이란 기제를 통해 세상에 경고를 했다. 중세에 유행하던 드림 알레고리란 장르로 작가는 자신이 꿈을 꾸었다는 가정하에 꿈 내용을 서술한다. 꿈이란 장치가 비사실적, 환상적이지만 숨겨진 형태로 진리를 전달할 수 있는 유용한 장치로 보았다.